# Miklos Molnar
Miklos Jon Molnar (magyarul: Molnár János Miklós, Koppenhága, 1970. április 10. –) magyar származású dán válogatott labdarúgó.
A dán válogatott tagjaként részt vett az 1992. évi nyári olimpiai játékokon, az 1998-as világbajnokságon és a 2000-es Európa-bajnokságon.

## Sikerei, díjai
Kansas City Wizards
- MLS bajnok (1): 2000

Egyéni
- A svájci bajnokság gólkirálya: 1991–92 (12 gól)
- A dán bajnokság gólkirálya: 1996–97 (26 gól)